# 賴溪松
賴溪松（1954年—2019年10月26日），臺灣臺中市農業界人物，在臺中地方農會體系服務40逾年，曾任臺中市農會總幹事、臺中地區農會總幹事、行政院政務顧問、全國農業金庫常務董事。
2018年臺中市市長選舉公開力挺盧秀燕，卸下農會總幹事後，出任台中果菜運銷股份有限公司董事長，是盧秀燕重要的農業政策幕僚。2019年10月26日，發生交通意外送醫不治。

## 生平
賴溪松自國小畢業後，考進臺中一中初中部，但當時擔任佃農的父親無力供他繼續唸書，18歲勉強唸完高職後隨即進入當時的北區農會服務。從基層做起累積24年資歷，在時任總幹事宋洪光的推薦下，47歲的賴溪松遴選上臺中市農會總幹事。
當時臺中市農會正值呆帳金額逾22億元的艱困時期，可能被政府列為經營不善的農漁會由銀行接收，受到921大地震影響，信用部逾放比將近30％，賴溪松積極著手改革鑑估權限與放款程序，分別與法院及客戶接洽溝通，密切關心催收狀況與進度，上任第一年農會就轉虧為盈，以盈餘打消呆帳，成功化險為夷，2011年逾放比已降至1.7％。
由於表現備受肯定連任4屆總幹事，任內積極經營「大墩園」品牌，推銷臺中在地農產獲得口碑，在農會體系服務超過40年，2018年卸下農會總幹事後退休。2018年臺中市市長選舉中力挺盧秀燕，盧秀燕就任臺中市市長後延攬為台中果菜運銷股份有限公司董事長。2019年10月26日，前往東勢區拜會果農途中發生交通意外，送醫不治。

## 家庭
賴溪松是家中么子，3個哥哥協助家裡務農維持家計，讓他能從小能出外唸書，因此分家時自願放棄繼承，將大里區1甲多的田地及房產全讓給3位哥哥平分。賴溪松表示並不後悔，雖然自己不是很有錢，但至少衣食無虞，最重要是和哥哥們手足情深，是人生最大的收穫。

## 外部連結
- 台中果菜運銷股份有限公司 我們的大家長 （页面存档备份，存于）